# Karma und Astra
Karma und Astra ist der Buchtitel einer entwicklungslyrisch-dramatischen Anthologie des Dramatikers und Lyrikers Ernest Klee, aufgeschrieben 1917. Der vollständige Titel lautet: Karma und Astra. Die Geschichte einer Liebe in Gedichten und Briefen. Veröffentlicht wurde das Buch 1932 im Verlag der Schriften des Ernest Klee in Reichenberg. Der Druck erfolgte durch G. Spiethoff, Jägergasse 3, Reichenberg.

## Inhalt
Die dramatische Lyrik von Karma und Astra entfaltet in insgesamt 50 inhaltlich einander aufbauenden Gedichten, unter sechs Kapiteln und 92 Seiten, eine entwicklungslyrische Anthologie der Liebe und des Liebesschmerzes, der weltstädtisch-untreuen Neuverliebtheit und der heimatlich wartenden treuen Liebsten.
Bis auf die acht ersten Gedichte unter der Kapitelüberschrift Overture, sind die folgenden 42 Gedichte in den Monaten März, April, Mai 1917 in einer Wiener Poliklinik, in einem Rekonvaleszensheim zu Grinzing, im Spital der Barmherzigen Brüder in Wien, von dem verletzten 29-jährigen deutschen Frontsoldaten Klee verfasst worden.
Die acht Gedichte des Kapitels Overture stammen aus den Jahren 1908 (Haan im Erzgebirge), 1911 und 1912 (Teplitz-Schönau), 1913 (Wien), 1916 (Ikwafront nahe Dubno, heute Ukraine, und Rotes-Kreuz-Spital, Deutsches Haus, Teplitz-Schönau).
Aus dem Vorwort:

„Im Feber 1917 brachte ein gütiges Geschick einen kranken, todmüden Soldaten von der Stochodfront über Kowel und Lublin nach Wien. Hier findet er Aufnahme in der Poliklinik. Es naht mit liebevoller Anteilnahme Karma, des toten Kriegskameraden Schwester. Fern aber ist Astra, die Opfernde. So entsteht, aus tiefstem seelischen Zwist geboren, während der Monate März, April, Mai 1917 ein Buch von der Freude und dem Leid der Liebe. (...) Heute mögen sie das Verstehen derer finden, die noch reinen Herzens an die Wahrheit der Liebe glauben!“

### 1. Kapitel
Das 1. Kapitel Overture zeigt christlich geprägte, entwicklungslyrische Züge die vom ersten Erkennen des anderen Geschlechts, von der ersten heimatlichen Liebsten (1908) in gehegter romantischer Poesie handeln. Im Lied vom Ende der Jugend, welches in einem heimatlichen Rotkreuz-Spital sich dem verwundeten deutschen Ostfrontsoldaten ergießt, verklingen die lyrischen Bezugnahmen auf eine heimatliche Astra, die Opfernde und auf eine im Kriegsdienst zu früh geendete Jugend, die noch Jugend nachholen muss.

### 2. Kapitel
Das 2. Kapitel Neues Begegnen, das 1917 in Wien entstand (wie alle anderen folgenden), sublimiert die Verliebtheit an die Karma mit christlich frohem Wortspiel und dunklem Benennen der Versehrtheiten an Geist und Körper. Sie wird als schöne Schwester eines toten Kriegskameraden vorgestellt.

### 3. Kapitel
Das 3. Kapitel Kampf handelt von den „zwei Seelen in der Brust“ und von der vorweggenommenen Reue, die entstünde, wenn die Verliebtheit durch die Karma, des Dichters Geschicksal, erwidert würde. Klee beschwört das Bild des verwehenden Traumes seiner Heimatliebe von 9 Jahren (ab 1908) herauf, vor dem lyrischen Bild vom ersten Kuss seiner südländisch anmutenden schwarz-gelockten Schönen. Die Karma wird mit Blumensprache und christlich eingehegtem sittsamen Sprachspiel verehrt. Texte aus Briefen der neuen bürgerlichen Liebsten im weltstädtischen Wien werden von Klee in die Gedichte einbezogen. Wort und Widerwort der Liebenden, Gewissensbisse und sittsame Lust wechseln sich ab; ein Aufwiedersehen wird lyrisch der südländischen schwarz-gelockten Liebsten Karmalitta zum Ende zugesandt.

### 4. Kapitel
Das 4. Kapitel Müde handelt sinnbildlich vom „Seefahrer“ der wohl bald nach heimatlichem Strande und Glück zurückkehren muss. Das Gedicht Ode an die Nacht hat sogar vier Takte einer getragenen Melodie mit dem Text „Wo bist du, Karma-litta, süße Taube!“. Der Dichter sehnt sich im Abschied nach seiner Karma, seinem Geschick.

### 5. Kapitel
Das 5. Kapitel Glaube schenkt dem schwankenden Dichter Genesung und sinnbildliches Sternenlicht. Zwischen Karma und Astra, pendelt er und findet Sicherheit und Licht in seiner heimatlichen treuen Liebsten „Astra“, von der nun Texte aus ihren Briefen in die Gedichte des Kapitels eingewebt werden. Zuletzt erliegt der Dichter der steten treuen Zuversicht und Liebe der heimatlichen Astra: „Ad Astra: ist der Weg zur Tat!“

### 6. Kapitel
Das 6. Kapitel Morgenlicht hat das Motto einer abgeleiteten lateinischen Phrase Per Karma ad Astra (= durch Karma (Geschick) zu Astra (Sterne)). Es kommt mit christlichem Wortspiel Moral lehrend und warnend im Ende durch das Tor des Glücks der Treue und zum Dekalog der Liebe & der Reue, freilich mit dem erhobenen Zeigefinger voran („Sind wir nicht alle Sünder?“).

### Inhaltsverzeichnis
Die sechs Kapitel der lyrischen Anthologie und ihre Gedichte lauten:
- Overture
  - Astra (1916, Rotes-Kreuz-Spital, Teplitz-Schönau)
  - Bist Du ein Traumbild (1908, Haan Erzgebirge)
  - Mein Gebet (1911, Teplitz-Schönau)
  - Gratia plena (1912, Teplitz-Schönau)
  - Es ist schon lange her ... (1913 Wien)
  - Rechtfertigung (1916, Ikwafront Rußland)
  - Du (1916, Rotes-Kreuz-Spital, Teplitz-Schönau)
  - Dein Wert (1916, Rotes-Kreuz-Spital, Teplitz-Schönau)
- Neues Begegnen (1917, Wien)
  - Ex oriente
  - Sonett
  - Karma
  - Verlangen
  - Erkenntnis
  - Schmerz
  - Bangen
- Kampf
  - Gewitter
  - Gedanken am Morgen
  - Worte
  - Märchen
  - Reigen
  - Erster Kuß
  - Erfüllung
  - Karma
  - Gewissen
  - Erster Frühlingsmorgen
  - Rufen
  - Karma
  - Buße
  - Vorherbestimmung
  - Strophen an Karma
  - Karma am Klavier
  - Heilige Stunde
  - Vorwürfe
  - Sturm
- Müde
  - Rast
  - Träume
  - Lied
  - Wo bist Du, Karmalitta...
  - Ode an die Nacht
- Glaube
  - Trost
  - Genesung
  - Briefe
- Morgenlicht
  - Lösung
  - Einsicht
  - Bekenntnis
  - Die zehn Gebote der Liebe
  - Ersprossender Strauch
  - Prometheus
  - „In hoc signo vinces.“
  - Morgenlicht

## Zeitgenössische Rezensionen um 1932 (aus den Eigenmitteilungen des Verlages)
„… festgestellt, daß in Klee ein sehr sympathischer Dichter zu uns spricht, dessen Arbeiten keine modernen Absonderheiten bieten, sondern gedankliche Verdichtung und formale Reife und Kultiviertheit besitzen.“

„Der Dichter Ernest Klee ist ein begabter und hoffnungsvoller Interpret dieser Leidenszeit.“

„Im Goethejahr wird man mit Spannung zu einer Art faustischer Dichtung greifen, nämlich zu den beiden von reicher Gestaltungskraft und seelischer Tiefe zeugenden dramatischen Bildern ‚Der Prophet‘ und ‚Die Tragödie der Menschheit‘ von Ernest Klee. (Bekanntlich hat der große Theaterverlag Max Pfeffer, Wien-Berlin, das Aufführungsrecht dieser beiden Stücke für alle Bühnen der Welt erworben.)“

„Ernest Klee hat in sich die Kraft der Revolution: Der umwertenden, aber aufbauenden; er singt in furchtbarer Anklage das Leid der im falschen Glauben Zerbrochenen; aber das Schönste an ihm ist die Gabe, Mut und Zuversicht schenken zu können. Er zerbricht die Grundmauern, auf denen Menschenelend allein entstehen konnte, -- aber voll wundersamer, zukunftskräftiger Gläubigkeit -- vermag er auch Trost zu geben.“

„Ernest Klee ist ein sprachgewaltiger Dichter. Wie Funkenwirbel schlagen leuchtende Bilder empor. Seine Worte haben Kraft und Mark, seine Gedanken sind scharf durchsponnen, türmen sich wie wuchtige Säulen auf....“